# Aurions
Pour les articles homonymes, voir Aurions.
Aurions est une ancienne commune française du département des Pyrénées-Atlantiques. En 1844, la commune fusionne avec Idernes pour former la nouvelle commune d'Aurions-Idernes.

## Géographie
Aurions est un village du Vic-Bilh, situé au nord-est du département et de Pau.

## Toponymie
Le toponyme Aurions apparaît sous les formes 
Ryons (1227, registres de Bordeaux), 
Aurios (1385, censier de Béarn),
Riontz (1538, réformation de Béarn) et 
Aurious (1801, Bulletin des Lois).
Son nom béarnais est également Aurions.

## Démographie
Paul Raymond note qu'en 1385, Aurions dépendait du bailliage de Lembeye et comptait onze feux.
| 1793 | 1800 | 1806 | 1821 | 1831 | 1836 |
| ---- | ---- | ---- | ---- | ---- | ---- |
| 204  | 239  | 251  | 205  | 275  | 302  |

## Culture locale et patrimoine

### Patrimoine civil
Des ensembles fortifiés aux lieux-dits Barsious et le Tétour d'Aurions témoignent de l'histoire médiévale du village.

### Patrimoine religieux
L'église Saint-Pierre date partiellement du XIIe siècle. Elle recèle du mobilier inscrit à l'Inventaire général du patrimoine culturel.

## Pour approfondir